# Whammy!
Whammy! är ett musikalbum av The B-52’s som utgavs 1983 på skivbolaget Warner Bros. Records. Det var gruppens tredje studioalbum och dess ljudbild uppvisar ett frekvent användande av trummaskiner och synthesizer.

## Låtlista
(alla låtar av The B-52’s, spår 1 och 7 har text av utomstående kompositörer)
1. "Legal Tender" (text: Robert Waldrop) - 3:40
2. "Whammy Kiss"	Schneider - 5:20
3. "Song for a Future Generation"	- 4:00
4. "Butterbean" - 4:14
5. "Trism" - 3:23
6. "Queen of Las Vegas" - 4:40
7. "Don't Worry" (text: Yoko Ono) - 3:50 (låten ersattes på senare utgåvor av "Moon '83" av upphovsrättsliga skäl)
8. "Big Bird" - 4:14
9. "Work That Skirt" - 3:48

## Listplaceringar
- Billboard 200, USA: #29[1]
- UK Albums Chart, Storbritannien: #33[2]
- Topplistan, Sverige: #29[3]